# Na skále (národní přírodní památka)
Na skále je národní přírodní památka poblíž obce Hněvotín v okrese Olomouc. Nachází se na rozhraní katastrů Hněvotína a obce Bystročice. Oblast spravuje AOPK ČR – Správa CHKO Litovelské Pomoraví. Důvodem ochrany je zachování významných stepních společenstev na devonském vápenci. Jde o jediné známé místo v Česku, kde roste mateřídouška vejčitá kraňská (Thymus pulegioides).